# تیم ملی بسکتبال آلبانی
تیم ملی بسکتبال آلبانی، نماینده آلبانی در مسابقات بین‌المللی بسکتبال است و از سال ۱۹۴۷ عضو فدراسیون بین‌المللی بسکتبال است.

## تاریخچه
بسکتبال در اوایل قرن بیستم در آلبانی معرفی شد و در دهه ۱۹۲۰ پس از پایان جنگ جهانی اول محبوبیت زیادی پیدا کرد زیرا جوامع ورزشی و باشگاه‌هایی در سراسر آلبانی تشکیل می‌شدند و بسکتبال بزودی به شهرهای بزرگ و شهرها معرفی شد. بسکتبال توسط تیمهای نماینده باشگاه‌های ورزشی مختلف به‌طور غیررسمی بازی می‌شد و تا سپتامبر سال ۱۹۴۵ کمیته ملی بسکتبال آلبانی تشکیل شد که مسئولیت رسیدگی به مسائلی را که تیم‌های بسکتبال در کشور با آن روبرو هستند، برعهده گیرد. این کمیته راه را برای ایجاد فدراسیون بسکتبال آلبانی هموار کرد که در سال ۱۹۴۷ به عضویت فیبا درآمد.